# Mariensteiner (cépage)
Le mariensteiner est un cépage de cuve allemand de raisins blancs.

## Origine et répartition géographique
Le cépage est une obtention de Hans Breider dans l'institut Bayerische Landesanstalt für Weinbau und Gartenbau à Veitshöchheim près de Wurtzbourg. L'origine génétique est vérifiée : c'est un croisement des cépages sylvaner × Rieslaner réalisé en 1951. Le cépage est autorisé dans de nombreux Länder en Allemagne. Le mariensteiner est faiblement cultivé (8 hectares en 2001).

## Caractères ampélographiques
- Extrémité du jeune rameau aranéeux
- Feuilles adultes, à 5 lobes sinus supérieurs en lyre et avec un sinus pétiolaire en U largement ouvert, dents ogivales, moyennes, en deux séries, un limbe glabre.

## Aptitudes culturales
La maturité est de deuxième époque tardive : 15 - 20 jours après le chasselas.

## Potentiel technologique
Les grappes sont moyennes et les baies sont de taille moyenne. La grappe est cylindrique et compacte. Le cépage est de bonne vigueur et fertile. Il est sensible à l'oïdium mais assez résistant à la pourriture grise. Le cépage donne des vins blanc moyennement alcoolique gardant parfois trop d'acidité. 

## Synonymes
Le mariensteiner est connu sous le sigle Wü B 51-7-3.